# Юнас Хасен Кемири
Юнас Хасен Кемири (на шведски: Jonas Hassen Khemiri) е шведски писател и драматург, роден на 27 декември 1978 г. в Стокхолм в семейството на тунизийски имигрант и шведка. Завършва литература в Стокхолм и Международна икономика в Париж. Нетрадиционният език, на който пише, и темите, които засяга, привличат огромен брой читатели в Швеция и в чужбина, където младият автор вече е преведен на различни езици.
Кемири израства в семейство, където се срещат две култури и се говорят три езика — шведски, арабски и френски. За него езикът и етническата принадлежност са неделими част от човека, но не могат и не е нужно да бъдат описвани еднозначно и категорично.

## Произведения
Дебютният роман на автора „Едно око червено“ (Ett öga rött) излиза през 2003 г. и бързо печели популярност. Преведен е на няколко езика и са продадени повече от 200 000 копия. Романът е поставян в Швеция, а екранизацията му излиза през 2007 г. Критиката го посреща разпалено най-вече заради езика, с който Кемири борави. Той пише на имигрантски шведски, което разбира се е доста далече от нормата и предизвиква силни реакции.
Три години по-късно, през 2006 г., излиза следващият роман на Кемири – „Монтекор — един уникален тигър“ (Montecore — ett unikt tiger) с доста силни автобиографични мотиви. В нея един син разказва на смесица от шведски, арабски, френски и „кемирски“ за баща си, за живота му на емигрант, чужденец в новата си страна и известен фотограф. За романа Кемири получава наградата на Шведското радио и е номиниран за наградата „Аугуст“ (на името на Аугуст Стриндберг).
През 2009 г. писателят издава „Инвазия“(Invasion) – сборник с разкази, хроники и 2 пиеси. „Инвазия!“ е дебютната пиеса на Кемири. Премиерата ѝ е в Стокхолм, а след това е поставяна и в Германия, Великобритания, Франция, Норвегия. В „Пет пъти Бог“ (Fem gånger Gud), втората пиеса от сборника, на всеки от петимата герои се дава възможност да изиграе Господ. Това е история за мечтата, която става реалност, когато ролята се слее с идентичността.
Премиерата на последната пиеса на Кемири „Ние, които сме сто“ (Vi som är hundra) е през септември 2009 г. в Гьотеборг.